# 厌恶虫属
惠廷頓厭惡蟲（學名：Pambdelurion whittingtoni）是厭惡蟲屬（學名：Pambdelurion）的唯一物種，屬於節肢動物門、恐蝦綱。在当地属于较大的物种。此物種是恐蝦綱的基幹類群，恐蝦綱又稱為AOPK超类群，其中的P就是厭惡蟲學名的開頭-Pambdelurion。

## 發現

圖為厭惡蟲屬的化石照片

厭惡蟲的化石產地在格陵兰北部皮里地半島（Peary Land）J.P.科赫峽灣（J.P. Koch Fjord）的布恩地層（Buen Formation），屬於西里斯帕斯特生物群（Sirius Passet）的一員。格雷厄姆·愛德華·巴德（Graham Edward Budd）首次採集的300多件標本中，絕大多數標本保存不完整，其中正模標本（Holotype）的編號為MGUH 24508，还有一些副模標本（Paratype），編號為：MGUH 24509~MGUH 24511和MGUH 24513。其化石到2016年時已達到數百件；而至2022年，厭惡蟲的化石標本數量超過了440件。

## 命名
厭惡蟲的屬名來自於希臘語的pambdelyrion，意思為“令人厭惡的”，因為研究人員覺得其外觀非常厭惡；種加詞為whittingtoni，慶祝皇家学会院士的一位哈利·布萊莫·惠靈頓（Harry B. Whittington，是一名主要研究伯吉斯頁岩的英國古生物學家）的八十歲生日。

## 外觀
厭惡蟲的體型範圍極廣，身長可達45至290毫米（不包含頭部的前附肢）不等。

### 頭部
頭部較小，側邊有一對柔軟並帶有環紋的前附肢（frontal appendage，恐蝦綱專門用於捕食的結構），且前附肢的內側有幾對刺；前附肢末端是還有四個長度不同的刺。
頭部前緣呈圓形，並帶有兩個由三根棘刺組成的構造；其兩側從側後方延伸且上面帶有環紋（annulation）的前附肢，前附肢內緣還配有成對的刺。

#### 口器
口器位於頭部的腹側，位置會隨著前附肢或是頭部的前緣決定。不同的標本保留的口器方向不一致，代表口器可能具有機動性，推測該口器安置於一個可移動、可伸縮的錐形結構上。

### 身體
化石上，身體有橫向的皺紋痕跡，但沒有明顯的分節。總共有11對扇葉（flap），頭部可能還有更小的扇葉。從部分的化石可觀測到厭惡蟲的葉足，可能柔軟且平滑；且至少有50個環紋在上。有些標本保存大量的肌肉組織。這些肌肉組織是目前發現最古老的肌肉。身體的中央區域的特徵是具有複雜的肌肉群，也有肌肉也延伸至四肢。

### 内部結構
与许多其他蜕皮动物一样，厌恶虫的肠道前部具有一个巨大的、肌肉发达的咽部。在身体后方的肠道含有成对的消化腺，很可能是胃盲囊。